# Nationalpolitische Erziehungsanstalt

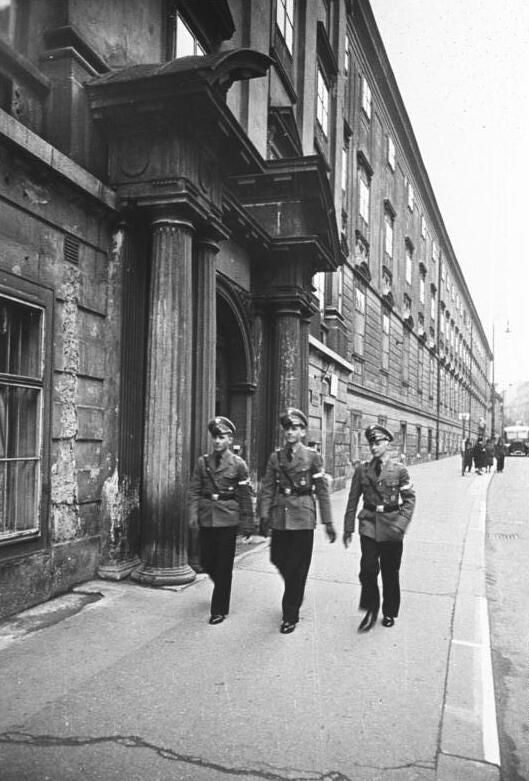
Entrée d'une des 2 Napolas de Vienne photographiée en 1940, un an après son installation dans les locaux du Theresianum (l'autre Napola était située dans le quartier de Breitensee, à l'ouest de Vienne).

Les Nationalpolitischen Erziehungsanstalten (officiellement NPEA, désignées également sous l’acronyme Napola pour NAtionalPOlitische LehrAnstalt) étaient des internats de l'enseignement secondaire sous le Troisième Reich. Elles étaient destinées à devenir les écoles de l'élite du Reich.

## Histoire et fonctionnement
Les Napola, dont le but était de produire une nouvelle génération de dirigeants politiques, militaires et administratifs de l’État nazi, formaient des adolescents entre 11 et 18 ans dans des écoles à discipline militaire en violation du traité de Versailles qui interdisait les écoles de cadets à l'Allemagne. Le critère de base était la pureté de la race (il fallait être considéré comme « aryen », sans critère social), venaient ensuite les aptitudes physiques et la personnalité engagée, avec le sens de la camaraderie et le goût du commandement, et enfin les aptitudes intellectuelles qui pouvaient être moyennes.
Trois écoles ont été créées dès 1933 par le ministre de l'Éducation du Reich Bernhard Rust, à Plön, Potsdam et Köslin. Elles étaient rattachées directement au ministère central de Berlin contrairement aux autres écoles gérées par les États locaux ; en 1936, elles sont passées sous le contrôle de la SS. En 1941, il existait 30 Napolas recevant 6 000 élèves.
En 1942, il y en avait 33 : 30 pour les garçons et 3 pour les filles. À la fin de la guerre, il y en avait 43, pour la plupart en Allemagne, mais aussi en Autriche à Vienne, en Slovénie et dans l'Alsace annexée. Une Napola pour filles a été créée en 1938/39 à Hubertendorf-Türnitz en Autriche, une au Luxembourg à Colmar-Berg en 1941 et une en Allemagne à Achern.
Ces écoles fonctionnaient en internat, parfois gratuit pour les cas méritants, et les élèves devaient participer aux activités des mouvements de jeunesse pendant leurs vacances ou travailler dans les fermes qui avaient besoin de main-d’œuvre pendant la guerre. Les élèves portaient l'uniforme des Hitler Jugend (Jeunesses hitlériennes) à partir de 14 ans et les plus jeunes, l'uniforme des Deutschen Jungvolks. 
L'embrigadement idéologique nazi dans l'élaboration d'un homme nouveau y était total dans une exaltation de la violence et un entraînement physique impitoyable. Beaucoup de garçons entreront à la SS à leur sortie de l'école et de nombreux autres seront utilisés comme enfants-soldats dans les derniers mois de la guerre. 
Au total, les Napolas n'ont formé qu'un nombre très limité d'élèves mais elles constituent un signe emblématique de l'ambition nazie de créer un homme nouveau en même temps qu'ils tuaient ceux qu'ils considéraient comme des sous-hommes. Elles seraient ainsi à considérer (avec les Lebensborns) comme l'opposé des camps d'extermination.

## Lesnapolasdans les œuvres de fiction

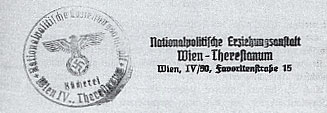
Ex-libris de la bibliothèque de la Napola de Vienne (Theresianum Nationalpolitischen Erziehungsanstalt).

### Films
- In Reih' und Glied. Die nationalpolitische Erziehungsanstalt im Dritten Reich, 1994
- Herrenkinder, de Christian Schneider, Eduard Erne, Theo Sommer, Hellmuth Karasek, ZDF, 2008 (52 min)
- Von der Napola zur SED-Parteischule
- Napola – Elite für den Führer (Napola, l'élite du Führer), en français Corps d'élite de Dennis Gansel, Allemagne, 2004, Deutscher Filmpreis (meilleur scénario) 2004.

### Romans
- Le Roi des aulnes de Michel Tournier se déroule pour une part importante dans la Napola que l'auteur imagine installée dans l'ancienne forteresse de Kaltenborn, en Mazurie, dans la partie sud de la province de Prusse-Orientale (aujourd'hui territoire polonais).
- Max de Sarah Cohen-Scali, dont l'avant-dernière partie décrit la vie du jeune héros à la Napola de Potsdam.
- Toute la lumière que nous ne pouvons voir, d'Anthony Doerr, dont le héros, Werner Pfennig, poursuit sa scolarité dans la Napola de Schulpforta.

## Compléments
L'article du Wikipedia en allemand donne la liste des Napola de garçons et le nom de certains anciens élèves (liste en allemand)  devenus connus en Allemagne après la guerre, comme l'acteur Hardy Krüger entré en 1941 à la Napola de Sonthofen en Bavière, l'homme politique autrichien Leopold Gratz qui fut ministre et maire de Vienne ou Alfred Herrhausen, qui fut président de la Deutsche Bank. Le neveu d'Adolf Hitler, Heinz Hitler y passa également avant d'intégrer la Wehrmacht.